# Epiplema varisaria
Epiplema varisaria är en fjärilsart som beskrevs av Walker 1861. Epiplema varisaria ingår i släktet Epiplema och familjen Uraniidae. Inga underarter finns listade i Catalogue of Life.